# Rasmus Christiansen (fodboldspiller, født 1989)
 For alternative betydninger, se Rasmus Christiansen. (Se også artikler, som begynder med Rasmus Christiansen)
Rasmus S. Christiansen (født 6 oktober 1989) er en dansk professional fodboldspiller, der spiller for islandske Valur.

## Karriere
Rasmus Christiansen indledte sin seniorkarriere i Lyngby, hvor han spillede i perioden 2007-10 spillede 28 kampe. Siden har han spillet i islandsk og norsk fodbold.

### Valur
Den 6. december 2015 blev det offentliggjort, at Rasmus Christiansen skiftede til Valur fra KR Reykjavík, hvor han skrev under på en toårig kontrakt gældende frem til 31. december 2017.

## Eksterne Henvisninger
- Rasmus Christiansens spillerprofil i DBU's Landsholdsdatabase
- Rasmus Christiansens spillerprofil på Transfermarkt (engelsk)
- Rasmus Christiansens profil hos FootballDatabase.eu (engelsk)
- Rasmus Christiansens spillerprofil på Soccerway (engelsk)
- Rasmus Christiansen Arkiveret 3. september 2007 hos  Wayback Machine på dr.dk